# Optometria
Optometria (gr. optos – widziany i metreo – mierzenie) – dziedzina wiedzy stosowanej, zajmująca się procesem widzenia, a szczególnie ochroną, usprawnieniem, zachowaniem i rozwojem tego procesu.

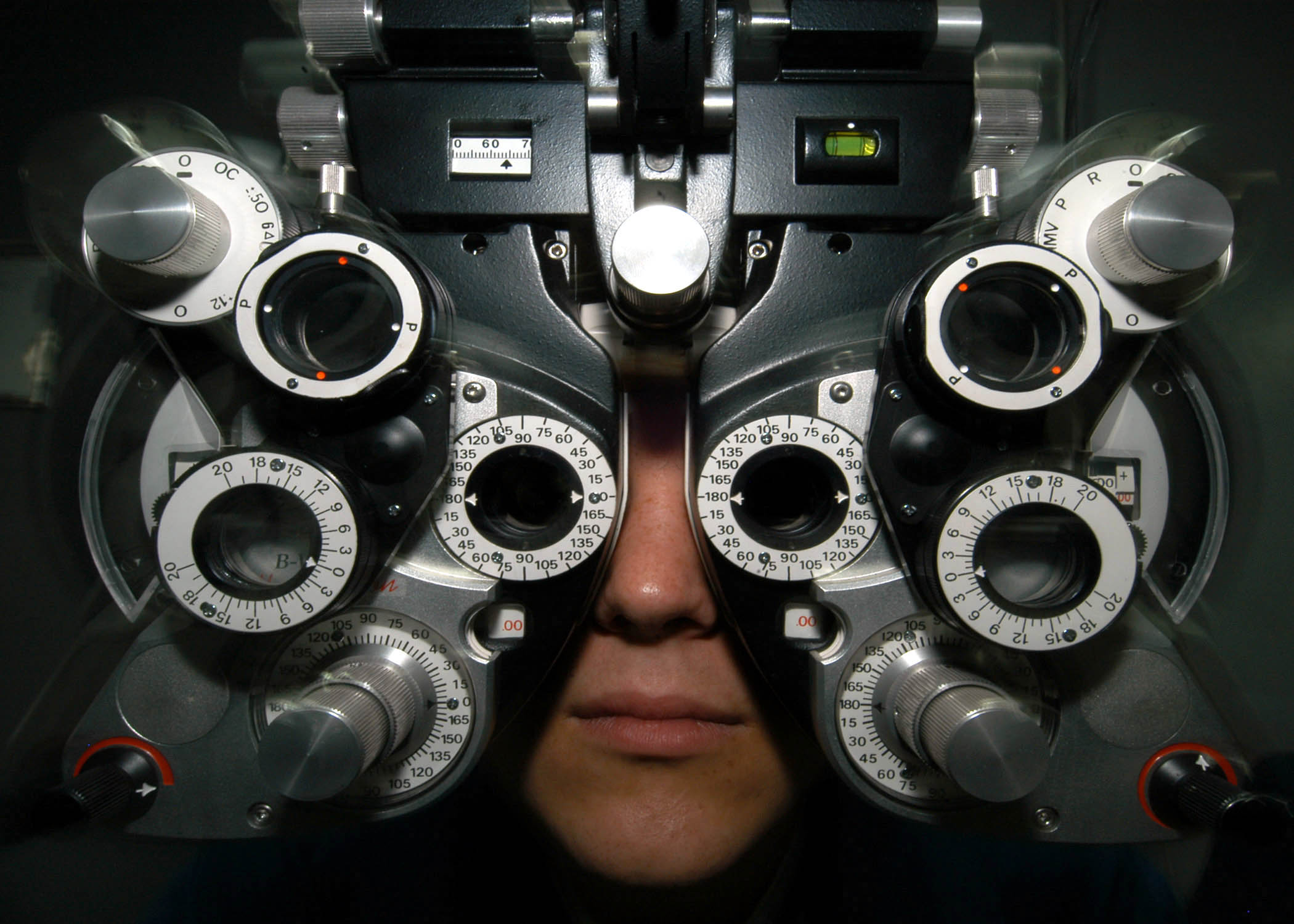
Osoba badana za foropterem

## Charakterystyka
Optometrysta to autonomiczny, nauczany i regulowany zawód należący do systemu ochrony zdrowia. Osoba wykonująca ten zawód praktykuje w zakresie badania wad wzroku (takich jak krótkowzroczność, nadwzroczność, astygmatyzm, starczowzroczność, zez). Przeprowadza pomiary parametrów układu wzrokowego za pomocą przyrządów specjalistycznych, takich jak: autorefraktometr, oftalmometr, foropter czy tablice do testowania wzroku. Zajmuje się także zaopatrzeniem w pomoce wzrokowe – dobiera i może przepisać do stosowania soczewki okularowe i kontaktowe, projektuje okulary, oprawki okularowe. Prowadzi ponadto i nadzoruje trening i rehabilitację układu wzrokowego (terapia widzenia), co ma na celu przywrócenie właściwej sprawności widzenia.